# 마뤼 스테빈
마뤼 스테빈(Mary Stävin, 1957년 8월 20일 ~ )은 스웨덴의 배우, 모델이다. 1977년 영국 런던에서 열린 미스 월드에서 우승했다.

## 출연 작품
- 죽음의 향기 (1993)
- 본 투 파이트 (1989)
- 하울링 5 (1989)
- 스트라이크 코만도 2 (1989)
- 캐디쉑 2 (1988)
- 오포넌트 (1987)
- 하우스 (1986)
- 전설의 아서왕 (1985)
- 007 뷰 투 어 킬 (1985)
- 007 옥터퍼시 (1983)